# 井津葉子
井津 葉子（いづ ようこ、旧姓：細川［ほそかわ］、1959年4月30日 - ）は、元高知放送の女性アナウンサー。大阪府大阪市出身。

## 人物
大阪府立今宮高等学校、関西学院大学文学部ドイツ文学科卒業。1982年高知放送に入社。
なお、高知放送では2024年4月より、公式ホームページのアナウンサー紹介欄を「アナウンサー・キャスター」に変更されているが、井津は引き続き同局のアナウンサーとして出演し、テレビ・ラジオ出演時は「高知放送（またはRKC）アナウンサー」として引き続き出演を続けていた。2025年3月末をもって定年退職した。

## 担当番組

### テレビ番組
- RKCニュース（テレビ・ラジオ共に、不定期）

### ラジオ番組
- とさこちラジオ（火曜日）
- とさこちラジオｗ（火曜日）

## 過去の担当番組

### テレビ番組
- おはようこうち（テレビ）

### ラジオ番組
- 中四国ライブネット　高知発『地産地消から地産外消へ』[1]
- 歌のない歌謡曲
- YOKOのブランチタイム
- ラジオアイランドまる〇しこく
- おはようワイド（木曜日、2008年3月まで）
- ぱわらじ！！（火曜日）
- あさドレッ！ ワイド（月曜日）
- みんなのラジオ（月曜日～木曜日、2008年4月～）